# Wallace Clement Sabine

Wallace Clement Ware Sabine (Richwood (Ohio), 13 juni 1868 - Cambridge (Massachusetts), 10 januari 1919) was een Amerikaans natuurkundige, die als de grondlegger van de moderne architectonische akoestiek moet worden beschouwd. De wet voor de nagalmtijd, de wet van Sabine, is naar hem genoemd, evenals de sabin, de eenheid voor geluidsabsorptie. Zijn onderzoek werd voor het eerst met succes toegepast bij de bouw van de Boston Symphony Hall (1900).

## Loopbaan en werk
Sabine studeerde aan Ohio State University voor hij in 1886 naar Harvard University ging waar hij in 1888 afstudeerde en als docent zijn verdere leven zou blijven, zonder dat hij ooit de doctorsgraad behaalde. In 1895 raakte hij betrokken bij de pogingen om de slechte akoestiek van het auditorium in het Fogg Art Museum in Boston te verbeteren. Samen met zijn studenten was hij nachten lang bezig om metingen te verrichten onder verschillende omstandigheden.
Hij baseerde deze metingen op het inzicht dat geluid als vorm van energie, geproduceerd in een quasi-afgesloten ruimte zo lang zal blijven voortbestaan (mede door de optredende reflecties) totdat het verdwijnt door overdracht of transmissie via de wanden of omgezet wordt in een andere energievorm zoals warmte. Dit vervalproces wordt absorptie genoemd en de
tijdsduur van dit verval noemt men de nagalmtijd. In het bewuste auditorium verrichtte Sabine metingen met als geluidsbron het constante geluid van een orgelpijp (512 Hz) en een chronograaf die in gang werd gezet als de geluidsbron werd uitgeschakeld. Hij vergeleek daarbij de akoestiek van deze zaal met de goede akoestiek van de Sanders Theatre van de
Harvard University. Sabine noteerde in het auditorium een nagalmtijd van 5,62 seconden, wat veel te lang is om een spreker goed te verstaan, vooral als deze te snel spreekt. De verstaanbaarheid van de lezingen kon alleen maar worden gegarandeerd door grondige wijzigingen aan te brengen aan de inrichting van het auditorium. Dit was de eerste keer in de geschiedenis dat de akoestiek van een zaal op empirische wijze verbeterd werd.
Door deze experimenten kreeg hij zicht op de impact van materialen en ook de aanwezigheid van mensen voor de absorptie van geluid. Sabines succes leidde ertoe dat men hem om advies vroeg bij de bouw van de Boston Symphony Hall die in 1900 werd geopend. Deze concertzaal geldt sindsdien als een van de beste concertzalen voor klassieke muziek ter wereld.